# Het pension van dokter Eon
Het pension van dokter Eon is een stripverhaal in twee delen van de striptekenaar Griffo en schrijver Patrick Cothias. De stripboeken maken deel uit van de collectie Getekend, uitgebracht door Uitgeverij Le Lombard. 

## Het verhaal
Gabrielle Lange is een jonge ambitieuze journalist op zoek naar primeurs en schandalen. Samen met haar chauffeur en vriend Matthew White bezoekt zij het kasteel van Dr. Arnold Eon in de Schotse Hooglanden. Het kasteel is ingericht als een pension voor geestenzieken. In dit afgelegen oord, ver van de bewoonde wereld, krijgen de bewoners alle gelegenheid om hun denkbeeldige gekte om te zetten in echte daden.

## Albums
- Deel 1, verschenen in 1998
- Deel 2, verschenen in 1999